# Mikhaïl Petrovitch Deviataïev
Mikhaïl Petrovitch Deviataïev, né en juillet 1917 en Mordovie et mort le 24 novembre 2002 à Kazan, est un as soviétique de nationalité russe de la Seconde Guerre mondiale, élevé au rang de héros de l’Union soviétique pour son évasion d’un camp de prisonnier.

## Biographie
Mikhaïl Petrovitch Deviataïev naît le 8 juillet 1917 en Mordovie dans une famille de paysans pauvres dont il est le treizième enfant,. Déjà précaire à sa naissance, la situation de la famille s’aggrave lorsque son père meurt en 1919. En 1932, il quitte son village pour la ville de Kazan, où il intègre une école professionnelle destinée à la gestion de l’eau. En parallèle, il suit des cours de planeur. Après avoir été diplômé il travaille pendant un temps à bord d’un navire-citerne avant de s’engager dans l’armée en 1938,. Il y est formé à l’école d’aviation d’Orenbourg grâce à l’aide du komsomol local ou à celle de Chkalov.
Il sort diplômé de l’école en 1940 et est nommé lieutenant dans une unité stationnée près de Minsk au début de la guerre contre l’Allemagne. Il remporte sa première victoire aérienne peu de temps après près de Mahiliow et en quelques mois abat huit appareils allemands, mais est également blessé à deux reprises. Il reçoit sa deuxième blessure en septembre 1940 lorsque son avion est percuté par le Messerschmitt qu’il vient d’abattre. Bien qu’ayant réussi à sauter en parachute Deviataïev est gravement blessé et passe les années suivantes à l’hôpital,.
Après de nombreux efforts pour pouvoir revoler, il parvient à intégrer le 104e régiment de chasseurs de la Garde d’Alexandre Pokrychkine en avril 1944. Le 13 juillet 1944 son P-39 est touché lors d’un combat dans la région de Lviv et il doit sauter en parachute. Capturé, il tente une première fois de s’échapper mais est repris est envoyé au camp de concentration d'Oranienbourg-Sachsenhausen, où avec l’aide d’autres détenus, il prend le nom de Nikitenko pour échapper à une exécution. Il est par la suite envoyé au camp externe desservant l’usine de fabrication de V1 et V2 de Peenemünde et est affecté à la maintenance de l’aérodrome d’Usedom,.
Le 8 février 1945, alors qu’il est assigné au déblaiement de la neige sur l’aérodrome avec dix autres prisonniers soviétiques, dont A. Voronchuk et A. Fedirko du 5e régiment de chasseur de la Garde, le groupe échappe aux gardes et prend la fuite avec un bombardier Heinkel que Deviataïev  pilote. Après avoir réussi à échapper à la chasse allemande qui a essayé de les poursuivre, le groupe parvient à rejoindre l’Union soviétique. Ils sont alors interrogé par le NKVD puis envoyés au goulag, les autorités soviétiques considérant qu’ils ont désobéi à l’ordre de Staline interdisant aux soldats de se rendre.
Les survivants du groupe ne sont libérés et réhabilités qu’après la mort de Staline en 1953 ; Deviataïev devient alors capitaine dans la marine fluviale militaire. À la demande de Sergueï Korolev, son cas est alors examiné par le pouvoir soviétique qui l’élève au rang de héros de l’Union soviétique le 19 août 1957 en tant qu’exemple de l’esprit combattif du soldat soviétique. Il meurt le 24 novembre 2002 à Kazan,.

### Tableau de chasse
- 180 sorties[4] ;
- 35 combats aériens[4] ;
- 9 victoires aériennes personnelles[4] ;

### Liste des récompenses
| Récompense                                   | Date de remise     |
| -------------------------------------------- | ------------------ |
| Héros de l’Union soviétique                  | 15 ou 19 août 1957 |
| Ordre de Lénine                              |                    |
| Ordre du Drapeau rouge                       |                    |
| Ordre de la Guerre patriotique de 1re classe |                    |
| Ordre de la Guerre patriotique de 2e classe  |                    |